# OGD (bedrijf)
OGD ict-diensten is een middelgrote Nederlandse ICT-dienstverlener die voornamelijk actief is op de Nederlandse markt. Het hoofdkantoor staat in Delft. De onderneming heeft klanten in het midden- en grootbedrijf en werkt ook voor overheden, zorginstellingen en scholen.

## Geschiedenis
Het bedrijf werd in 1988 opgericht door een groep Delftse studenten. Zij wisselden de tapes op een mainframe bij een Delfts bedrijf, en kozen daarom voor de naam Operator Groep Delft (OGD). Na verloop van tijd namen de studenten andere soorten ICT-dienstverlening op zich, zoals helpdesk- en systeembeheer en het implementeren van de zelf ontwikkelde helpdesksoftware TOPdesk. In 1997 ging TOPdesk als zelfstandig bedrijf verder.
In de jaren 1990 ging OGD ook opleidingen en ICT-projecten aanbieden. Veel studenten die voor OGD werkten bleven na hun studie in dienst van het bedrijf; hierdoor was er een gestage groei.
In 2006 nam de Belgische investeerder Gimv een meerderheidsbelang in het bedrijf. Dit belang werd in 2012 verkocht. Van Lanschot Participaties, een dochteronderneming van Van Lanschot Kempen, kreeg een deel van deze aandelen in handen.
In 2012 behoorde het bedrijf tot de veertig grootste ICT-dienstverleners van het land.
In 2017 kwam OGD in het nieuws in verband met mogelijke belangenverstrengeling bij een Europees aanbestedingstraject. Het adviesbureau Quint Wellington Redwood dat de provincie Gelderland begeleidde bij het kiezen van een IT-leverancier, bleek eveneens Van Lanschot Participaties als minderheidsaandeelhouder te hebben, net als OGD. Dit hadden beide partijen naar de provincie toe niet vermeld, maar de provincie zag hier ook geen mogelijke belangenverstrengeling.
Anno 2021 zijn er ruim 1300 medewerkers actief vanuit vijf vestigingen: Delft, Eindhoven (sinds 1996), Amsterdam (sinds 1998), Utrecht (sinds 2000) en Enschede (sinds 2006).
In 2023 kreeg OGD ICT-diensten de award voor beste ICT-werkgever van Nederland tijdens de Computable Awards. Dit werd onder meer toegewezen vanwege de sterke focus op medewerkerswelzijn en het bieden van groeikansen.